# John Arundell (2e baron Arundell de Trerice)
Pour les articles homonymes, voir John Arundell (16e baron Arundell de Wardour) et Arundell.
Jean Arundell, 2e baron Arundell de Trerice (1649 – 21 juin 1698) de Trerice, Cornouailles, est un homme politique anglais, qui est député à la Chambre des Communes à divers moments entre 1666 et 1687 quand il hérite de sa pairie.

## Biographie
Il est le fils et l'héritier de Richard Arundell (1er baron Arundell de Trerice), et de sa femme Gertrude Bagge, fille de James Bagge, de Saltram, Devon, et la veuve de Nicholas Slanning (en). Il est baptisé le 1er septembre 1649.
En 1666, il est élu député dans le Parlement Cavalier pour Truro, Cornouailles, et le reste jusqu'en 1679. Il est réélu pour Truro, en 1685, et le reste jusqu'en 1687 quand il passe à la Chambre des lords, après avoir hérité du titre de baron Arundell de Trerice à la mort de son père.

## Mariages et enfants
Arundell se marie deux fois:
- Tout d'abord à Margaret Acland (morte en 1691), fille de John Acland, 3e baronnet (mort en 1655), et de Marguerite Rolle, fille de Denys Rolle (en) (1614-1638) de Bicton et Stevenstone dans le Devon, Shérif de Devon, en 1636[3],[4]. d'où :
  - John Arundell (3e baron Arundell de Trerice) (en) (1678-1706), fils aîné et héritier.
- En secondes noces avec Barbara Slingsby, fille de Thomas Slingsby, 2e baronnet, de Scriven, dans le Yorkshire, et la veuve de Richard Mauleverer, 4e baronnet, de Allerton Mauleverer, dans le Yorkshire, par qui il a des enfants[5] :
  - Richard Arundell (mort en 1759), député de Knaresborough. Il épouse Frances Manners, une fille de John Manners (2e duc de Rutland), (1676-1721), et il meurt sans enfants.